# Kayah
Катажина Рооєнс, до шлюбу Щот (нар. 5 листопада 1967 в Варшаві), відома як Kayah — польська співачка та композиторка, яка виконує музику в стилях поп, соул і джаз.

## Життєпис
У колишньому шлюбі з голландським продюсером Rinke Rooyensa народила сина Роха (1 грудня 1998). Пара отримала Срібне Яблуко '99 — нагороду від читачів місячника Пані як найкраща польська пара. 
Зустрічалася з вокалістом гурту Zakopower Себастьяном Карпель-Булецка.

## Дискографія
- 1995: Kamień
- 1997: Zebra
- 1999: Kayah i Bregović
- 2000: JakaJaKayah
- 2003: Stereo typ
- 2005: The Best & The Rest
- 2007: MTV Unplugged
- 2009: Skała
- 2010: Kayah & Royal Quartet

## Фільмографія
- 2006: Niania — сама себе
- 2006: Dublerzy — Марія